# Gert van Engelen
Gert van Engelen (Gorinchem, 10 april 1952) is een Nederlands journalist.

## Biografie
Van Engelen groeide op in een accountantsgezin, als oudste van vijf zoons. Hij debuteerde op 15-jarige leeftijd in de Gorcumse Courant met een interview met een internationale musicalster, die hij had opgezocht in de lokale schouwburg De Nieuwe Doelen.
Al op jonge leeftijd werd hij news stringer voor het nationaal persbureau ANP en diverse dagbladen. Bijdragen van zijn hand verschenen ook op de achterpagina van het weekblad Vrij Nederland, in de legendarische streekschandalenrubriek "Bij ons in Holland".
Van 1971 tot enkele weken voor de definitieve ondergang van de krant in 1991 werkte Van Engelen voor Het Vrije Volk. Hij was er lange tijd redactiechef van de Dordtse editie, waaraan in die jaren een korps van 25 medewerkers, recensenten en gerenommeerde columnisten was verbonden. Tot die laatsten behoorde de vroegere adjunct-hoofdredacteur van Vrij Nederland, dichter, vertaler en hartstochtelijke Dordtenaar Jan Eijkelboom. Op de centrale redactie in Rotterdam was Van Engelen vijf jaar eindredacteur van de landelijke Weekeditie van Het Vrije Volk. Ook was hij er in de jaren tachtig coördinator bij grote nieuwsgebeurtenissen als het Heizeldrama, de Elfstedentocht, de ontploffing van de Challenger.
Verder vertaalde hij voor de krant aangekochte reportages uit Der Spiegel, The Sunday Times, The Observer en Newsweek.
Daarnaast schreef hij reportages voor de zaterdagbijlage over Groot-Brittannië, zijn geliefd avondland. De meeste van deze anglofiele artikelen verschenen ook in de toen nog jonge Belgische krant De Morgen.
In het voorjaar van 1991 weigerde Van Engelen over te stappen naar de fusiekrant Rotterdams Dagblad. Hij bedreef liever betrokken journalistiek in plaats van volgens hem te werken voor een 'neutraal' nieuwsmedium. In Brussel en later Amsterdam was hij begin jaren negentig eindredacteur van De Krant op Zondag, indertijd uitgegeven door Pieter Storms. Van Engelen werkte ook langdurig voor uiteenlopende vaktijdschriften als het weekblad Binnenlands Bestuur en het wetenschapsmagazine Delft Integraal. Daarnaast was hij medewerker van het fotomagazine Focus en het mediavakblad De Journalist. Uit sympathie met het daklozenblad schreef hij enige jaren sociale reportages voor de Rotterdamse Straatkrant. Ook was hij een van de eerste redacteuren van de Vogelvrije Fietser, het tijdschrift van de Fietsersbond, de toenmalige ENFB. Tegenwoordig schrijft Van Engelen regelmatig over de Zeeuwse en Zuid-Hollandse eilanden, waar hij zich gespecialiseerd heeft in waterstaatkundig- en onderwaterwereldnieuws.
Van Engelen was betrokken bij vele literaire, geschiedkundige en culturele publicaties, met name in en rond Dordrecht. Sinds 1995 is hij de - enige - redacteur van het Picturablad, een uitgave van het Teekengenootschap Pictura, Nederlands oudste kunstenaarsinstituut (opgericht in 1774).

## Boeken
Gert van Engelen heeft verschillende boeken gepubliceerd, vrijwel allemaal non-fictie, soms in samenwerking met andere auteurs. Daarnaast was hij als tekst- of eindredacteur betrokken bij een groot aantal uitgaven, variërend van detectives, een filosofie-dissertatie, boeken over fotojournalistiek en de Biesbosch tot uitgaven over kinderopvang, Rijkswaterstaat of de architectuur van Willem van Tijen en Marinus Jan Granpré Molière.
In 1979 en 1981 schreef hij twee kinderboeken ter gelegenheid van de verjaardagen van zijn zoon en dochter:
Boempie, het beertje, met tekeningen van Mieke Kant resp. Twee ondeugende kaboutertjes (ill. Theun Okkerse).

## Korte bibliografie
- Fietsen in Europa - ENFB vakantieboek (1982, Amsterdam, Van Gennep), ISBN 9060125177, diverse drukken, samen met Henk Dikker Hupkes, Leon Kokhuis, Toni Niël en Els Ruijsendaal

- Putjes in de dijk (1995, Dordrecht), ISBN 9090089721, boek met tekeningen van Ton van Dalen over kunstproject

- De reus op de dijk - De redding van Kyck over den Dyck, Dordrechts laatste molen (2001, Stichting Molen Kyck over den Dyck), ISBN 9090146512

- Aan de rand van de ramp (2003, gemeente Dordrecht), ISBN 9080317535, samen met Frits Baarda en Wim van Wijk - reconstructie van de watersnoodramp in 1953 op het Eiland van Dordrecht